# هیکی نابی
هیکی نابی (به استونیایی: Heiki Nabi) (زاده ۶ ژوئن ۱۹۸۵) کشتی‌گیر اهل کشور استونی در دستهٔ فوق سنگین‌وزن کشتی فرنگی است. او برندهٔ مدال نقره در المپیک ۲۰۱۲ لندن و قهرمان دو دورهٔ مسابقات قهرمانی کشتی جهان در سال‌های ۲۰۰۶ و ۲۰۱۳ است.
مدال برنز بازی‌های اروپایی ۲۰۱۵، نایب‌قهرمانی مسابقات قهرمانی کشتی جهان ۲۰۱۷ و مدال طلای بازی‌های نظامی جهان ۲۰۱۵ از افتخارات دیگر هیکی نابی است.

## المپیک ۲۰۱۶ ریو
نابی در سال ۲۰۱۶ میلادی در المپیک ریو در وزن ۱۳۰ کیلو حاضر بود در مسابقه اول از میخایین لوپز کوبایی شکست خورد و با توجه به حضور این کشتی‌گیر در فینال، به دیدار شانس مجدد رفت. او در اولین مسابقه شانس مجدد یوهان اورن از سوئد را شکست داد و به رده‌بندی رفت. وی در مرحله رده‌بندی از سرگی سمینوف روسی شکست خورد و پنجم شد.

## مسابقات قهرمانی کشتی جهان ۲۰۱۷
نابی در وزن ۱۳۰ کیلو مسابقات قهرمانی کشتی جهان ۲۰۱۷ پاریس حاضر بود که متئو لورنتز از فرانسه، شهاب قوره‌جیلی از ایران، میکولا کوچمی از اوکراین و یاسمانی آکوستا از شیلی را شکست داد و به مرحله فینال رسید. وی در مرحله نهایی از رضا کایالپ ترک شکست خورد و به مدال نقره دست یافت.

## مسابقات قهرمانی کشتی جهان ۲۰۱۹
نابی در وزن ۱۳۰ کیلوگرم کشتی فرنگی مسابقات قهرمانی کشتی جهان ۲۰۱۹ نورسلطان حاضر بود که در مسابقه اول مویزس پرز از ونزوئلا را شکست داد اما در مسابقه بعد به اسکار پینو از کوبا باخت و با توجه به حضور این کشتی‌گیر در فینال، به دیدار شانس مجدد رفت. او در مراحل شانس مجدد نوین سویلیا از هند و مراد رامانوف از قرقیزستان را شکست داد و به دیدار رده‌بندی رسید. وی در این دیدار امیر قاسمی‌منجزی از ایران را شکست داد و مدال برنز وزن ۱۳۰ کیلوگرم را بدست آورد.